# راشل بتمر
راشل بتمر (انگلیسی: Rachel Bettmer؛ زادهٔ ۵ ژوئن ۱۹۹۴) بازیکن فوتبال اهل لوکزامبورگ است.
وی همچنین در تیم ملی فوتبال Luxembourg بازی کرده‌است.